# Peter Gojowczyk
Peter Gojowczyk (Dachau, 15 juli 1989) is een Duitse tennisspeler met één ATP-toernooi in het enkelspel op zijn naam. Bovendien was hij tweemaal verliezend finalist in het enkelspel. Hij nam deel aan grandslamtoernooien en won vijf challengers in het enkelspel.

## Palmares enkelspel
| Legenda                       | Legenda               |
| ----------------------------- | --------------------- |
| Grand Slam                    |                       |
| Olympische Spelen             |                       |
| tot 2009                      | vanaf 2009            |
| Tennis Masters Cup            | ATP Finals            |
| ATP Masters Series            | ATP Tour Masters 1000 |
| ATP International Series Gold | ATP Tour 500          |
| ATP International Series      | ATP Tour 250          |

| Nr.                  | Datum             | Toernooi         | Ondergrond    | Tegenstander in finale | Score       | Details |
| -------------------- | ----------------- | ---------------- | ------------- | ---------------------- | ----------- | ------- |
| Gewonnen finales     |                   |                  |               |                        |             |         |
| 1.                   | 24 september 2017 | ATP Metz         | Hardcourt (i) | Benoît Paire           | 7-5, 6-2    | Details |
| Verloren finales     |                   |                  |               |                        |             |         |
| 1.                   | 25 februari 2018  | ATP Delray Beach | Hardcourt     | Frances Tiafoe         | 1-6, 4-6    | Details |
| 2.                   | 26 mei 2018       | ATP Genève       | Gravel        | Márton Fucsovics       | 2-6, 2-6    | Details |
| Gewonnen challengers |                   |                  |               |                        |             |         |
| 1.                   | 10 september 2012 | Ningbo           | Hardcourt     | Suk-Young Jeong        | 6-3, 6-1    |         |
| 2.                   | 26 januari 2014   | Heilbronn        | Hardcourt (I) | Igor Sijsling          | 6-4, 7-5    |         |
| 3.                   | 9 november 2014   | Bratislava       | Hardcourt (I) | Farrukh Dustov         | 7-6(2), 6-3 |         |
| 4.                   | 20 september 2015 | Nanchang         | Hardcourt     | Amir Weintraub         | 6-2, 6-1    |         |
| 5.                   | 8 januari 2017    | Happy Valley     | Hardcourt     | Omar Jasika            | 6-,36-1     |         |

## Resultaten grote toernooien
| Legenda | Legenda                          |
| ------- | -------------------------------- |
| g.t.    | geen toernooi gehouden           |
| l.c.    | lagere categorie                 |
| –       | niet deelgenomen                 |
| G       | uitgeschakeld in de groepsfase   |
| 1R      | uitgeschakeld in de eerste ronde |
| 2R      | uitgeschakeld in de tweede ronde |
| 3R      | uitgeschakeld in de derde ronde  |
| 4R      | uitgeschakeld in de vierde ronde |
| KF      | uitgeschakeld in de kwartfinale  |
| HF      | uitgeschakeld in de halve finale |
| F       | de finale verloren               |
| W       | het toernooi gewonnen            |
| w-v     | winst/verlies-balans             |

### Enkelspel
| grandslamtoernooien  |     |      |      |      |     |      |      |      |      |    |
| Australian Open      | 1R  | –    | 1R   | 1R   | 1R  | –    | 2R   | 1R   | 2R   | –  |
| Roland Garros        | –   | –    | –    | –    | –   | –    | 1R   | 1R   | –    | 1R |
| Wimbledon            | –   | –    | –    | –    | –   | 2R   | 1R   | 1R   | g.t. |    |
| US Open              | –   | 2R   | 2R   | –    | –   | –    | 1R   | –    | 1R   |    |
| ATP Masters 1000     |     |      |      |      |     |      |      |      |      |    |
| Indian Wells         | –   | –    | –    | –    | –   | 2R   | 1R   | 2R   | g.t. |    |
| Miami                | –   | –    | –    | –    | –   | –    | 1R   | 1R   | g.t. | –  |
| Monte Carlo          | –   | –    | –    | –    | –   | –    | 1R   | –    | g.t. | –  |
| Madrid               | –   | –    | –    | –    | –   | –    | 1R   | –    | g.t. | –  |
| Rome                 | –   | –    | –    | –    | –   | –    | 3R   | –    | –    | –  |
| Montreal/Toronto     | –   | –    | –    | –    | –   | –    | 1R   | 1R   | g.t. |    |
| Cincinnati           | –   | –    | –    | –    | –   | –    | 2R   | –    | –    |    |
| Shanghai             | –   | –    | –    | –    | –   | –    | 3R   | –    | g.t. |    |
| Parijs               | –   | –    | –    | –    | –   | 2R   | 1R   | –    | –    |    |
| olympisch            |     |      |      |      |     |      |      |      |      |    |
| Olympische Spelen    | –   | g.t. | g.t. | g.t. | –   | g.t. | g.t. | g.t. | g.t. |    |
| statistieken         |     |      |      |      |     |      |      |      |      |    |
| totaal aantal titels | 0   | 0    | 0    | 0    | 0   | 1    | 0    | 0    | 0    | 0  |
| eindejaarsranking    | 181 | 162  | 79   | 194  | 189 | 60   | 59   | 117  | 145  |    |

### Dubbelspel
| grandslamtoernooien  |      |     |      |      |      |      |   |
| Australian Open      | 1R   | –   | –    | 1R   | 1R   | –    | – |
| Roland Garros        | –    | –   | –    | –    | –    | –    | – |
| Wimbledon            | –    | –   | –    | 1R   | –    | g.t. |   |
| US Open              | –    | –   | –    | 1R   | –    | –    |   |
| ATP Masters 1000     |      |     |      |      |      |      |   |
| (nog) geen deelnames |      |     |      |      |      |      |   |
| olympisch            |      |     |      |      |      |      |   |
| Olympische Spelen    | g.t. | –   | g.t. | g.t. | g.t. | g.t. |   |
| statistieken         |      |     |      |      |      |      |   |
| totaal aantal titels | 0    | 0   | 0    | 0    | 0    | 0    | 0 |
| eindejaarsranking    | 548  | 829 | —    | 357  | 713  | —    |   |